# Fernanda Villeli
Fernanda Villeli (Cidade do México, 14 de maio de 1921 — Cidade do México, 1 de fevereiro de 2009) foi uma atriz e escritora mexicana.

## Filmografia

### Televisão
- El derecho de nacer (2001)
- Siempre te amaré (2000)
- La casa en la playa (2000)
- El diario de Daniela (1998)
- Mujer, casos de la vida real (1997)
- Azul (1996)
- La sonrisa del diablo (1992)
- Al filo de la muerte (1991)
- Un rostro en mi pasado (1990)
- Morir para vivir (1989)
- Lo blanco y lo negro (1989)
- El engaño (1986)
- La traición (1984)
- El maleficio (1983)
- Amor ajeno (1983)
- El derecho de nacer (1981)
- Extraños caminos del amor (1981)
- Corazones sin rumbo (1980)
- Amor prohibido (1979)
- El cielo es para todos (1979)
- Aprendiendo a amar (1979)
- Muchacha de barrio (1979)
- Lágrimas de amor (1979)
- Pecado de amor (1978)
- Pasiones encendidas (1978)
- Pacto de amor (1977)
- Mañana será otro día (1976)
- El milagro de vivir (1975)
- Mundos opuestos (1975)
- El manantial del milagro (1974)
- Mi rival (1973)
- Entre brumas (1973)
- Ana del aire (1973)
- Lucía Sombra (1971)
- Muchacha italiana viene a casarse (1971)
- El Dios de barro (1970)
- Tiempo de perdón (1968)
- Incertidumbre (1967)
- Obsesión (1967)
- Un pobre hombre (1967)
- Angustia del pasado (1967)
- Amor y orgullo (1966)
- El derecho de nacer (1966)
- Espejismo brillaba (1966)
- México 1900 (1964)
- San Martín de Porres (1964)
- La culpa de los padres (1963)
- La mesera (1963)
- Un rostro en el pasado (1960)
- Cuidado con el ángel (1959)
- Mi esposa se divorcia (1959)
- El precio del cielo (1959)
- Senda prohibida (1958)

### Cinema
- Pesadilla mortal (1980)
- Renuncia por motivos de salud (1976)
- La satánica (1973)
- El deseo en otoño (1972)
- Senda prohibida (1961)